# Batman (film 1989)

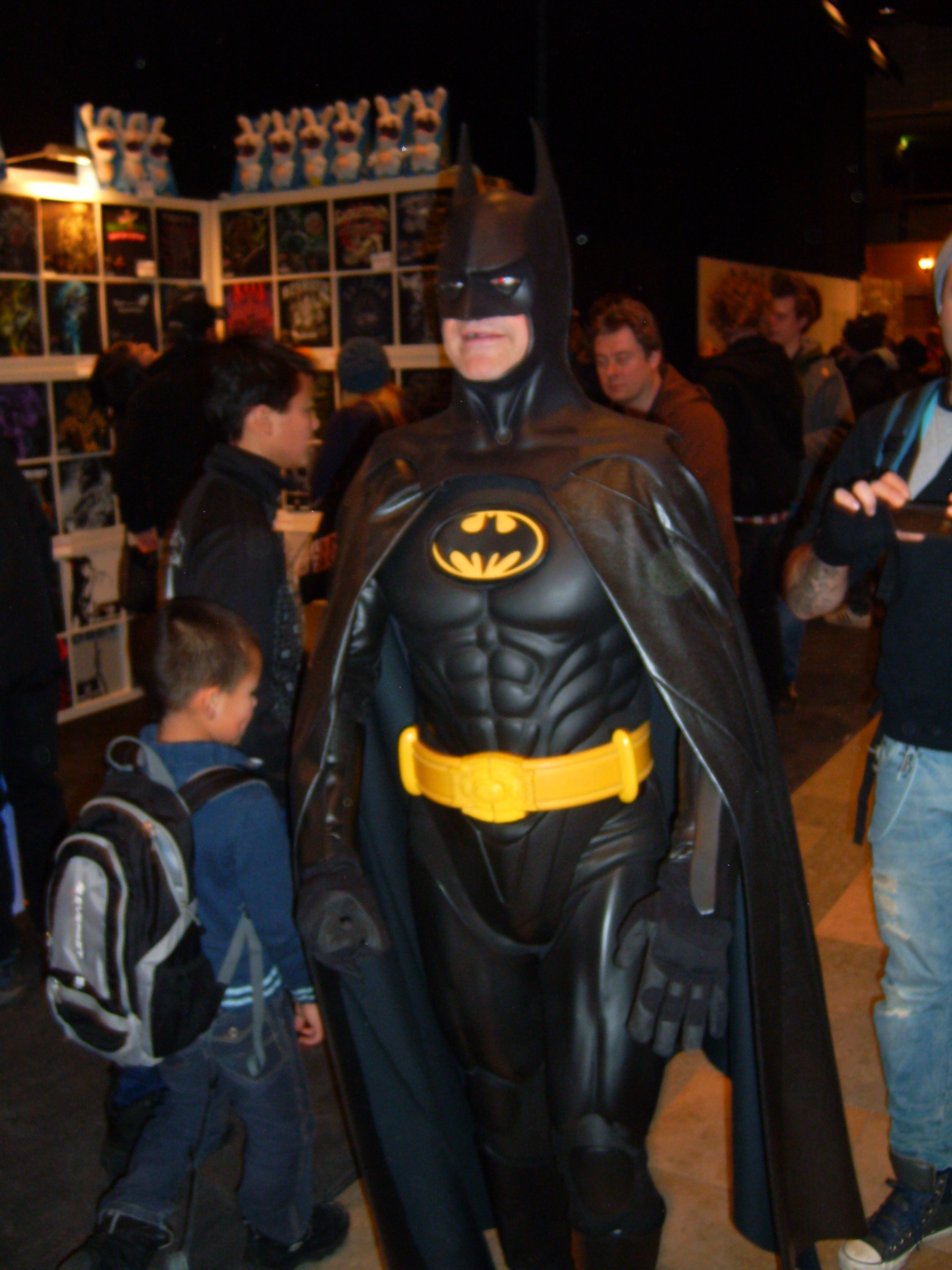
Cosplay Batmana (2010)

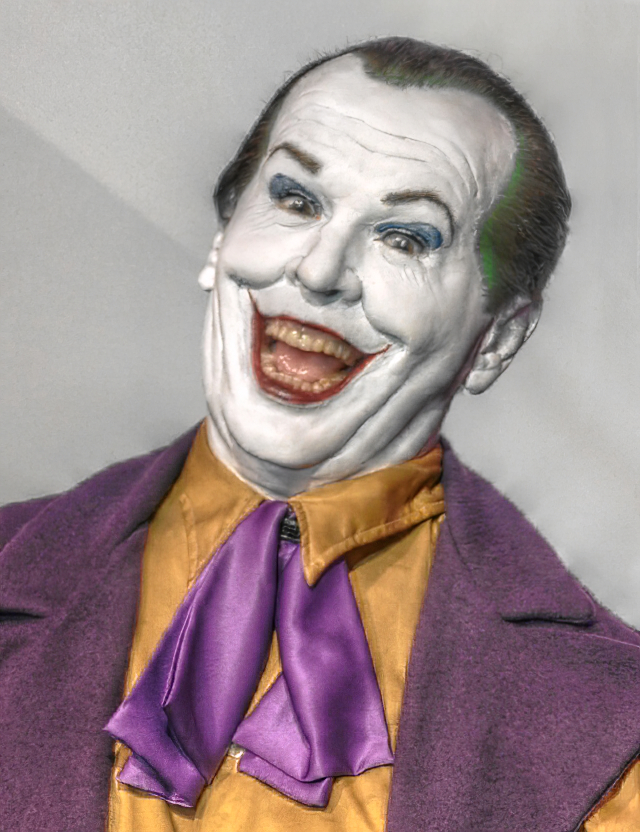
Eksponat National Wax Museum w Dublinie. Przedstawia Jacka Nicholsona w roli Jokera.

Batman – amerykański sensacyjny film akcji z 1989 roku na podstawie serii komiksów o superbohaterze o tym samym pseudonimie wydawnictwa DC Comics. Za reżyserię odpowiadał Tim Burton, a za scenariusz Sam Hamm oraz Warren Skaaren. Tytułową rolę zagrał Michael Keaton, a oprócz niego w głównych rolach wystąpili: Jack Nicholson, Kim Basinger, Robert Wuhl, Pat Hingle, Billy Dee Williams, Michael Gough i Jack Palance.
Akcja filmu rozgrywa się na początku walki tytułowego bohatera z przestępczością i przedstawia jego konflikt ze swoim arcywrogiem – Jokerem.
Światowa premiera Batmana miała miejsce 19 czerwca 1989 roku w Los Angeles. W Polsce zadebiutował 7 września 1990 roku. Film ten zarobił ponad 400 milionów dolarów przy budżecie 48 milionów i otrzymał pozytywne oceny od krytyków. Był piątym najbardziej dochodowym filmem w czasach swojego wydania. Produkcja otrzymała kilka nominacji do Złotego Globu oraz Nagrody Brytyjskiej Akademii Filmowej, a także zdobyła Nagrodę Akademii Filmowej za najlepszą scenografię.
Jest to pierwsza część serii filmowej Tima Burtona i Joela Schumachera. Powstały trzy sequele: Powrót Batmana (1992), w którym do głównej roli powrócił Keaton; Batman Forever (1995), w którym w roli Batmana wystąpił Val Kilmer; a także Batman i Robin (1997), w którym rolę tę zagrał George Clooney.

## Streszczenie fabuły
Gotham City zbliża się do obchodów dwusetnej rocznicy istnienia. Burmistrz Borg każe prokuratorowi okręgowemu Harveyowi Dentowi i komisarzowi policji Jamesowi Gordonowi uczynić miasto bezpieczniejszym i uwięzić szefa mafii Carla Grissoma. W międzyczasie reporter Alexander Knox i fotoreporterka Vicki Vale śledzą działania zamaskowanego mściciela zwanego „Batmanem”, który bierze sobie za cel walkę z przestępcami w mieście. Knox i Vale przychodzą na organizowaną przez miliardera Bruce’a Wayne’a imprezę charytatywną. Podczas imprezy, Bruce zbliża się do Vale, ale musi on przerwać ich spotkanie, gdy jego lokaj Alfred informuje o wyjściu Gordona z imprezy.
Grissom wysyła socjopatycznego Jacka Napiera do Axis Chemicals, aby odzyskać obciążające dowody, a przy okazji zabić Napiera za romansowanie z jego kochanką, Alicią Hunt. Skorumpowany policjant Max Eckhardt organizuje atak, przeprowadzając nieautoryzowaną operację policyjną. Jednak przybyły Gordon przemuje dowództwo i nakazuje funkcjonariuszom schwytać Napiera żywego jako potencjalnego świadka. Zjawia się również Batman, a Napier zabija Eckhardta za zdradę. W wyniku starcia z Batmanem, Napier z rozciętą twarzą wpada do kadzi z chemikaliami. Zostaje uznany za martwego, jednak udaje mu się przeżyć z wieloma zniekształceniami, takimi jak biała skóra oraz szmaragdowo-zielone włosy i paznokcie. Poddaje się pokątnej operacji zszycia rozerwanych nerwów, ale w jej wyniku pozostaje mu przerażający uśmiech.
Nowy wygląd doprowadza Napiera do szaleństwa, w związku z czym zaczyna on określać siebie mianem „Jokera”. Następnie zabija Grissoma w jego posiadłości oraz masakruje jego współpracowników. Terroryzuje Gotham, łącząc produkty higieniczne ze Smylexem – śmiertelną substancją, która sprawia, że ofiary umierają ze śmiechu. Vicki tymczasem zaczyna związek miłosny z Bruce’em Wayne’em. Joker wkrótce zakochuje się w Vicki i zwabia ją do Muzeum Sztuki Flugelheima, gdzie jego poplecznicy niszczą dzieła sztuki, jednak Batman przybywa i ratuje ją. Zabiera ją swym nowoczesnym samochodem i po walce z poplecznikami Jokera jedzie z Vicki do jaskini, gdzie mieści się jego nowoczesne laboratorium kryminalistyczne. Batman ustalił, że Joker skaził setki podstawowych chemikaliów u ich źródła, które są śmiertelne dopiero po połączeniu danych produktów. Pozbawia Vicki przytomności i zabiera z jej aparatu film, na którym było widać go bez maski.
Dzięki informacjom Batmana prasa podaje, jakich produktów trzeba unikać. Następnego dnia Bruce wkracza do mieszkania Vicky, aby wyjawić jej swój pewien sekret, ale spotyka na miejscu Jokera. Ten strzela do Wayne’a, jednak udaje mu się przeżyć. Później Knox odkrywa w archiwach prasowych, że Wayne był w dzieciństwie świadkiem morderstwa swoich rodziców. Władze miasta ogłaszają przełożenie parady, ponieważ nie można zagwarantować bezpieczeństwa publicznego. Jednocześnie Joker ogłasza własną paradę. W jaskini Batmana, Bruce wspomina śmierć rodziców podczas napadu rabunkowego i uświadamia sobie, że za morderstwo odpowiadał Jack Napier. W jaskini zjawia się przyprowadzona przez Alfreda Vicki zdająca sobie sprawę, że to Bruce jest potajemnie Batmanem.
Batman prowadzi do zniszczenia Axis Chemicals, gdzie był produkowany Smilex. Liczył na uśmiercenie Jokera, który jednak był tam nieobecny. Ten zwabia obywateli Gotham na paradę z obietnicą darmowych pieniędzy, aby otruć ich Smylexem. Batman za pomocą swego latającego pojazdu udaremnia jego plan, lecz wściekły Joker uszkadza pojazd i bierze Vicki jako zakładniczkę. Ranny Batman ściga ich aż do szczytu katedry, a podczas walki ujawnia, że wie, że Napier zabił jego rodziców, a tym samym pośrednio ukształtował Batmana. Joker uświadamia sobie, że Batman to Bruce. Ostatecznie po walce Joker spada z katedry i ginie, natomiast Batmanowi udaje się uratować Vicki.
Jakiś czas później Gordon ogłasza, że policja aresztowała wszystkich popleczników Jokera i odsłania urządzenie zwane „Bat-Sygnałem”. Dent czyta wiadomość od Batmana, który obiecuje, że będzie bronić Gotham i prosi ich, aby użyli „Bat-Sygnału”, gdy będą potrzebowali jego pomocy. Alfred zabiera Vicki do rezydencji Wayne’a, wyjaśniając, że Bruce się trochę spóźni. Ona odpowiada, że nie jest zaskoczona. Batman, stojąc na dachu, spogląda na włączony „Bat-Sygnał”.

## Obsada
- Michael Keaton jako Bruce Wayne / Batman, miliarder, który walczy z przestępczością Gotham City[7]. Charles Roskilly zagrał młodego Bruce’a Wayne’a[8].
- Jack Nicholson jako Jack Napier / Joker, psychopatyczny gangster i arcywróg Batmana[9]. Hugo E. Blick zagrał młodego Jacka Napiera[8].
- Kim Basinger jako Vicki Vale, fotoreporterka próbująca zgłębić tajemnice Batmana[10].
- Robert Wuhl jako Alexander Knox, reporter Gotham Globe współpracujący z Vale[11].
- Pat Hingle jako James Gordon, komisarz policji w Gotham City i sojusznik Batmana[12].
- Billy Dee Williams jako Harvey Dent, prokurator okręgowy Gotham City[13].
- Michael Gough jako Alfred Pennyworth, lokaj i mentor Wayne’a[14].
- Jack Palance jako Carl Grissom, szef mafii[15].

Ponadto w filmie wystąpili również: Jerry Hall jako Alicia Hunt, kochanka Grissoma i Napiera; Tracey Walter jako zbir Bob, Lee Wallace jako Borg, burmistrz Gotham City; William Hootkins jako Max Eckhardt, skorumpowany oficer policji Gotham City; David Baxt jako Thomas Wayne, ojciec Bruce’a; Sharon Holm jako Martha Wayne, matka Bruce’a. Dodatkowo Garrick Hagon, Liza Ross oraz Adrian Meyers zagrali rodzinę turystów z początku filmu.

## Produkcja

### Rozwój projektu

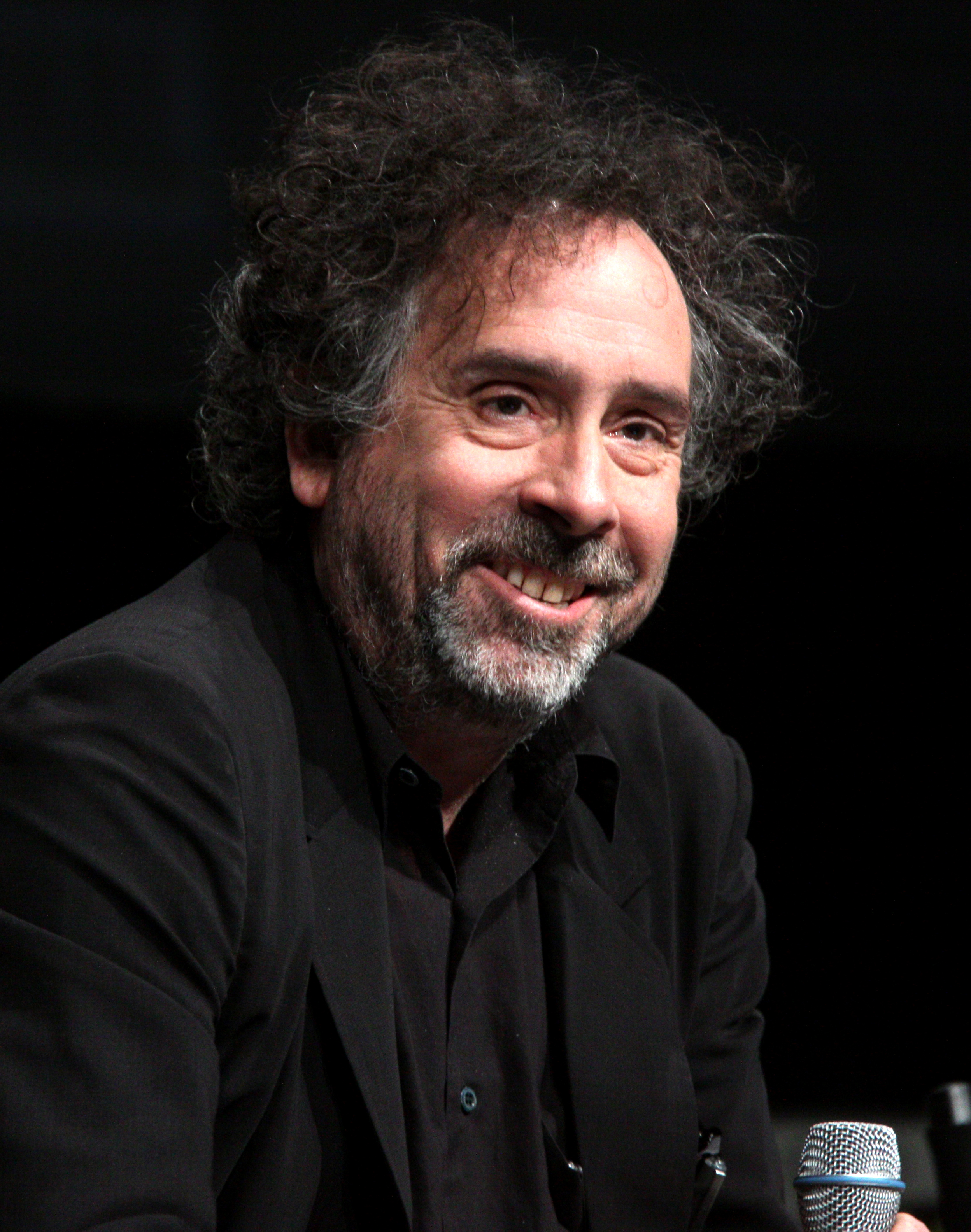
Tim Burton (2012)

3 października 1979 Benjamin Melniker i Michael E. Uslan wykupili od DC Comics prawa do filmu o Batmanie. W listopadzie 1979 poinformowano, że Jon Peters i Peter Guber będą odpowiedzialni za produkcję filmu, a Melniker i Uslan będą producentami wykonawczymi. Po sukcesie finansowym filmów Wielka przygoda Pee Wee Hermana (1985) oraz Sok z żuka (1988), studio Warner Bros. obsadziło Tima Burtona na stanowisku reżysera. Do napisania scenariusza zatrudniono Sama Hamma. Przeróbki scenariuszowe wykonał Warren Skaaren.

### Casting
Producent Jon Peters zasugerował, aby rolę Batmana zagrał Michael Keaton, na co zgodził się Burton. Pod uwagę brano także m.in. Mela Gibsona, Kevina Costnera, Charliego Sheena, Toma Sellecka, Billa Murraya, Harrisona Forda, czy Dennisa Quaida. Wybór Keatona, który na tym etapie kariery był wyłącznie aktorem komediowym, spotkał się z negatywnym odbiorem fanów komiksowego Batmana. Obawiano się, że studio będzie chciało stworzyć film podobny do serialu Batman z 1966 roku, znanego z kampowego i wesołego tonu, który od dawna były nieobecny w komiksach. W proteście wysłano ok. 50 tys. listów do biur Warner Bros., a nawet dopuszczano się zniszczeń materiałów promocyjnych.
Do roli Jokera rozważani byli tacy aktorzy, jak Tim Curry, David Bowie, John Lithgow, Brad Dourif, Ray Liotta oraz James Woods. Pierwszym wyborem studia był Jack Nicholson, którego nazwisko pojawiało się już w roku 1980, jako kandydata do tej roli. Ostatecznie potwierdzono, że będzie on odtwórcą tej roli.
W roli Vicki Vale początkowo obsadzona była Sean Young, ale uległa wypadkowi, więc zastąpiono ją Kim Basinger. W roli lokaja Bruce’a Wayne’a, Alfreda, Burton postanowił obsadzić Michaela Gougha. Rolę Alexandra Knoxa powierzono Robertowi Wuhlowi. Burton wybrał Billy’ego Dee Williamsa jako Harveya Denta, znanego w komiksach jako Dwie Twarze, ponieważ on i Hamm planowali włączyć złoczyńcę do następnej części. Lecz w roli tej został później obsadzony Tommy Lee Jones. Nicholson przekonał twórców do obsadzenia swojego bliskiego przyjaciela Traceya Waltera w roli głównego poplecznika Jokera – Boba.

### Zdjęcia i postprodukcja
Zdjęcia odbywały się od 10 października 1988 do 14 lutego 1989 w Pinewood Studios w Anglii. Niektóre ujęcia zrealizowano w Knebworth House służącym jako rezydencja Wayne’ów, a także w Acton Lane Power Station i Little Barford Power Station. Pierwotny budżet produkcji to 30 milionów dolarów, jednak został on zwiększony do 48 milionów dolarów. Za zdjęcia odpowiadał Roger Pratt, scenografią zajął się Anton Furst, a kostiumy zaprojektowali Bob Ringwood oraz Linda Henrikson. Montażem zajął się Ray Lovejoy, natomiast za efekty specjalne odpowiadali George Gibbs, Michael McAlister, Mark Sullivan oraz John Ellis.

## Muzyka
Do skomponowania ścieżki dźwiękowej, Burton zatrudnił Danny’ego Elfmana, z którym współpracował przy filmach Wielka przygoda Pee Wee Hermana i Sok z żuka. Album Batman: Original Motion Picture Score został wydany w 1989 przez Warner Bros. Records. Gdy w kopii roboczej Burton umieścił piosenki 1999 i Baby I’m a Star autorstwa Prince’a, on i Nicholson byli tak zadowoleni z efektu końcowego, że obaj poprosili artystę o napisanie i zaśpiewanie nowego materiału na potrzeby filmu.
Prince wraz z ówczesnym menadżerem Albertem Magnolim poleciał do Londynu na plan zdjęciowy. Prince oryginalnie miał stworzyć jedynie dwie piosenki, lecz zafascynowany wizją Burtona, Prince stworzył cały album. W nawiązaniu do jego rywalizacji z Michaelem Jacksonem Peter i Gruber pierwotnie chcieli, aby obaj artyści napisali piosenki. Prince miał stworzyć funkowe piosenki dla Jokera, a Jackson romantyczne ballady dla postaci pozytywnych. Elfman następnie miał połączyć styl piosenek Prince’a i Jacksona w całej ścieżce dźwiękowej do filmu . Pierwotny projekt nie przyniósł skutku, ponieważ Jackson był zajęty trasą koncertową Bad World Tour i wiązał go kontrakt z Epic Records. Burton był niechętny wizji producentów mówiąc, że jego filmy to nie „reklama jak Top Gun” . Album, z utworami napisanymi i zaśpiewanymi przez Prince’a, został wydany 20 czerwca 1989.
| Batman: Original Motion Picture Score – 1989 | Batman: Original Motion Picture Score – 1989 | Batman: Original Motion Picture Score – 1989 |
| Nr                                           | Tytuł utworu                                 | Długość                                      |
| -------------------------------------------- | -------------------------------------------- | -------------------------------------------- |
| 1.                                           | „The Batman Theme”                           | 2:38                                         |
| 2.                                           | „Roof Fight”                                 | 1:20                                         |
| 3.                                           | „First Confrontation”                        | 4:43                                         |
| 4.                                           | „Kitchen, Surgery, Face-off”                 | 3:07                                         |
| 5.                                           | „Flowers”                                    | 1:51                                         |
| 6.                                           | „Clown Attack”                               | 1:45                                         |
| 7.                                           | „Batman to the Rescue”                       | 3:56                                         |
| 8.                                           | „Roasted Dude”                               | 1:01                                         |
| 9.                                           | „Photos/Beautiful Dreamer”                   | 2:27                                         |
| 10.                                          | „Descent into Mystery”                       | 1:31                                         |
| 11.                                          | „The Bat Cave”                               | 2:35                                         |
| 12.                                          | „The Joker's Poem”                           | 0:56                                         |
| 13.                                          | „Childhood Remembered”                       | 2:43                                         |
| 14.                                          | „Love Theme”                                 | 1:30                                         |
| 15.                                          | „Charge of the Batmobile”                    | 1:41                                         |
| 16.                                          | „Attack of the Batwing”                      | 4:44                                         |
| 17.                                          | „Up the Cathedral”                           | 5:04                                         |
| 18.                                          | „Waltz to the Death”                         | 3:55                                         |
| 19.                                          | „The Final Confrontation”                    | 3:47                                         |
| 20.                                          | „Finale”                                     | 1:45                                         |
| 21.                                          | „Batman Theme (Reprise)”                     | 1:28                                         |
|                                              |                                              | 54:27                                        |

| Batman (album) – 1989 | Batman (album) – 1989 | Batman (album) – 1989 |
| Nr                    | Tytuł utworu          | Długość               |
| --------------------- | --------------------- | --------------------- |
| 1.                    | „The Future”          | 4:07                  |
| 2.                    | „Electric Chair”      | 4:07                  |
| 3.                    | „The Arms of Orion”   | 5:02                  |
| 4.                    | „Partyman”            | 3:11                  |
| 5.                    | „Vicki Waiting”       | 4:51                  |
| 6.                    | „Trust”               | 4:23                  |
| 7.                    | „Lemon Crush”         | 4:15                  |
| 8.                    | „Scandalous”          | 6:14                  |
| 9.                    | „Batdance”            | 6:13                  |
|                       |                       | 42:23                 |

## Wydanie
Światowa premiera filmu Batman odbyła się 19 czerwca 1989 w Los Angeles. Dla szerszej publiczności w Stanach Zjednoczonych zadebiutował 23 czerwca 1989, a w Polsce 7 września następnego roku; za polską dystrybucję kinową odpowiadało przedsiębiorstwo ITI reprezentujące Warner Bros. na terenie Polski.

## Odbiór

### Box office
Film w weekend otwarcia zarobił 42,7 miliona dolarów na podstawie wyświetleń w 2194 amerykańskich kinach, dzięki czemu pobił rekordy należące do Indiany Jones i ostatniej krucjaty oraz Pogromców duchów II. Batman stał się filmem, który najszybciej w historii zarobił 100 milionów dolarów, osiągając ten wynik w 10 dni. Produkcja zarobiła łącznie 411,35 mln dolarów, z czego prawie 251,2 mln dolarów w Ameryce Północnej. Był to najlepiej zarabiający film na podstawie komiksów DC do czasu Mrocznego Rycerza z 2008 roku.

### Krytyka w mediach
Film spotkał się z pozytywną reakcją krytyków. W serwisie Rotten Tomatoes 77% ze 141 recenzji uznano za pozytywne, a średnia ocen wystawionych na ich podstawie wyniosła 7,0/10. W agregatorze Metacritic średnia ważona ocen z 21 recenzji wyniosła 69 punktów na 100 punktów. Natomiast według serwisu CinemaScore, zajmującego się mierzeniem atrakcyjności filmów w Stanach Zjednoczonych, publiczność przyznała mu ocenę „A” w skali od A+ do F.
James Berardinelli nazwał film rozrywkowym i chwalił scenografię. Stwierdził jednak, że „najlepszą rzeczą, jaką można powiedzieć o Batmanie jest to, że doprowadził do Powrotu Batmana, który był znacznie większym wysiłkiem”. Redakcja magazynu „Variety” pozytywnie oceniła film i zauważyła, że „Jack Nicholson skradł każdą scenę”. Roger Ebert był pod dużym wrażeniem scenografii, ale stwierdził, że „Batman jest triumfem scenografii nad historią, stylu nad treścią, świetnie wyglądającego filmu nad fabułą, którą nie można się zbytnio przejąć”. Nazwał też film „przygnębiającym doświadczeniem”. Andrzej Kołodyński w przychylnej  recenzji dla „Filmu” dostrzegł, że dopiero przy obecnej technice kino było w stanie oddać lekkość komiksowego oryginału i wyjść poza powierzchowny infantylizm, a reżyserowi udało się sprawić, że materiał źródłowy można traktować poważnie. Stwierdził, że wciąż można się cieszyć Batmanem jako „ekstrawaganckim widowiskiem”.
Miłosz Kłobukowski w retrospektywnym artykule dla „Kwartalnika Filmowego” pisał, że Burton „doskonale rozumiał, że tylko nie przecinając pępowiny łączącej film z komiksem, uda mu się trafić do widza”. Rzeczywistość Gotham City w wykonaniu Burtona była „na poły groteskowa, nierealistyczna, w sposób manifestacyjny odwoływała się do tradycji kina”. Kłobukowski wyraźnie faworyzował Burtonowską wizję uniwersum Gotham, stawiając ją ponad „napuszoną” w swej tonacji trylogię Christophera Nolana. Marcin Andrys z portalu Paradoks.net przyznał filmowi 8 na 10 punktów i uznał, że film Burtona „świadczy nie tylko o uniwersalności opowieści, ale też jej pionierskim charakterze”. Chwalił także reżyserię oraz muzykę Danny’ego Elfmana, przede wszystkim zaś akcentował rolę Nicholsona: „swoją kreacją udanie podkreślił demoniczność Jokera, ale również stygmatyzował go na niespełnionego bandziora, cyngla do wynajęcia, który w końcu otrzymał swoją szansę”. Jan L. Hassan z portalu Gexe.pl, przyznając filmowi podobną ocenę, napisał: „Pierwszy Batman Tima Burtona to solidna porcja świetnej zabawy, nawet jeśli film próbę czasu znosi coraz gorzej”. Hassan skrytykował wątek romansowy Wayne’a i Vicky Vale, poświęcenie zbyt mało czasu postaci ekranowego komisarza Gordona oraz Alfreda, ale chwalił muzykę, scenografię i grę aktorską.

### Analizy i interpretacje
W Batmanie, tak jak w całej twórczości Tima Burtona, dostrzegano wpływy niemieckiego ekspresjonizmu. Przykładowo, Gotham City w filmie Burtona zostało zainscenizowane na podobieństwo miasta przyszłości z filmu Metropolis (1927) Fritza Langa, podczas gdy przerysowany grymas Jokera w interpretacji Jacka Nicholsona przypomina postać Gwynplaine’a z filmu Paula Leni Człowiek śmiechu (1928). W Batmanie Burtona odczytywano też próbę przepisania na nowo losów Mrocznego Rycerza, powstałą z inspiracji komiksami Franka Millera z lat 80. XX wieku, w których postać Batmana uległa psychologizacji. Nie oznaczało to, że reżyser nie pokusił się o wykorzystanie czarnego humoru, lecz przebieg akcji u Burtona pozbawiony jest cech kampowych lub parodystycznych (typowych dla poprzednich filmowych i serialowych adaptacji komiksów o Batmanie). Andrzej Kołodyński porównał dylematy Bruce’a Wayne’a do tych u Hamleta, zaś w jego opinii podwójne życie bohatera przedstawiono jako objaw schizofrenii.

## Nagrody i nominacje
| Nagroda                               | Kategoria | Nominowani                                                 | Wynik     | Źródło                      |
| ------------------------------------- | --- | ---------------------------------------------------------- | --------- | --------------------------- |
| Nagroda Akademii Filmowej             | Najlepsza scenografia                                                                                                 | Anton Furst, Peter Young                                   | Wygrana   | [ 85 ]                      |
| Złoty Glob                            | Najlepszy aktor w komedii lub musicalu                                                                                | Jack Nicholson                                             | Nominacja | [ 86 ]                      |
| Nagroda Brytyjskiej Akademii Filmowej | Najlepszy aktor drugoplanowy                                                                                          | Jack Nicholson                                             | Nominacja | [ 53 ]                      |
| Nagroda Brytyjskiej Akademii Filmowej | Najlepsza scenografia                                                                                                 | Anton Furst, Peter Young                                   | Nominacja | [ 53 ]                      |
| Nagroda Brytyjskiej Akademii Filmowej | Najlepsze kostiumy | Bob Ringwood                                               | Nominacja | [ 53 ]                      |
| Nagroda Brytyjskiej Akademii Filmowej | Najlepsze efekty specjalne                                                                                            | George Gibbs, Michael McAlister, Mark Sullivan, John Ellis | Nominacja | [ 53 ]                      |
| Nagroda Brytyjskiej Akademii Filmowej | Najlepszy dźwięk | Bill Rowe, Don Sharpe, Tony Dawe                           | Nominacja | [ 53 ]                      |
| Nagroda Brytyjskiej Akademii Filmowej | Najlepsza charakteryzacja                                                                                             | Paul Engelen, Nick Dudman                                  | Nominacja | [ 53 ]                      |
| People’s Choice Award                 | Ulubiony film | Batman                                                     | Wygrana   | [ 87 ]                      |
| People’s Choice Award                 | Ulubiony dramat | Batman                                                     | Wygrana   | [ 87 ]                      |
| Nagroda Grammy                        | Najlepszy album z oryginalną ścieżką dźwiękową tła muzycznego napisanego dla filmu kinowego lub na potrzeby telewizji | Danny Elfman                                               | Nominacja | [ 88 ] [ 89 ] [ 90 ] [ 91 ] |
| Nagroda Grammy                        | Najlepsza kompozycja instrumentalna napisana dla filmu kinowego, telewizyjnego lub innej formy wizualnej              | Danny Elfman                                               | Wygrana   | [ 88 ] [ 89 ] [ 90 ] [ 91 ] |
| Nagroda Grammy                        | Najlepsza piosenka napisana specjalnie dla filmu kinowego lub na potrzeby telewizji                                   | „Partyman”                                                 | Nominacja | [ 88 ] [ 89 ] [ 90 ] [ 91 ] |
| Nagroda Hugo                          | Najlepsza prezentacja dramatyczna                                                                                     | Sam Hamm, Tim Burton, Warren Skaaren                       | Nominacja | [ 92 ]                      |

## Kontynuacje
Batman zapoczątkował serię filmów o tymże bohaterze i doczekał się trzech sequeli: Powrót Batmana (1992), Batman Forever (1995) i Batman & Robin (1997), z których dwa ostatnie zostały wyreżyserowane przez Joela Schumachera zamiast Burtona, a Keatona jako Batmana zastąpili odpowiednio Val Kilmer i George Clooney.